# Ortegal
Ortegal és una comarca de Galícia situada a la província de la Corunya. Limita amb el Mar Cantàbric al nord, amb A Mariña Occidental a l'est, amb la comarca de Ferrol a l'oest, i amb O Eume al sud. En formen part els municipis de:
- Cariño
- Cerdido
- Mañón
- Ortigueira

## Límit entre mar i oceà
El fet que la comarca limiti, simultàniament, amb l'oceà Atlàntic i amb el Mar Cantàbric, es deu al fet que tradicionalment s'ha establert com a començament d'aquest últim mar el cap Estaca de Bares, punt més septentrional de la península Ibèrica, situat en el municipi de Mañón.